# Lady from Shanghai
Albums de Pere Ubu
Long Live Père Ubu!
Lady From Shanghai est le 14e album studio du groupe américain Pere Ubu.  Il est produit par le chanteur de Pere Ubu David Thomas et est sorti le 7 janvier 2013 sous le label Fire Records.

## Liste des titres
Chansons écrites par Pere Ubu, sauf indication contraire.
1. Thanks – 2:14
2. Free White – 2:29
3. Feuksley Ma'am, the Hearing – 5:11
4. Mandy – 7:14
5. And Then Nothing Happened – 4:14
6. Musicians Are Scum – 3:33
7. Another One (Oh Maybellene) – 2:47
8. The Road Trip of Bipasha Ahmed – 4:13
9. Lampshade Man – 6:20
10. 414 Seconds – 6:48
11. The Carpenter Sun – 5:57

## Personnel
- David Thomas − vocals, piano, synthesizers, keyboards, organ
- Keith Moliné − guitar, bass
- Robert Wheeler − synthesizers
- Gagarin − piano, organ, synthesizers
- Michele Temple − bass, guitar, bells
- Steve Mehlman − drums, organ, vocals
- Darryl Boon − clarinet